# St. Bartholomäus (Kist)
Die St. Bartholomäus-Kirche in Kist ist die denkmalgeschützte Pfarrkirche der gleichnamigen römisch-katholischen Pfarrei Kist im Bistum Würzburg. Errichtet wurde sie in den Jahren 1871 bis 1872. Die Spitze des 37 Meter hohen, nachts angestrahlten Kirchturms stellt mit dem Turmkreuz den höchsten Punkt im Landkreis Würzburg dar.

## Baugeschichte

### Vorgängerbauten
Eine erste Kirche könnte bereits um 900 existiert haben und den Heiligen Kilian, Kolonat und Totnan geweiht gewesen sein. Eine zweite Kirche, die wohl der Hl. Margarethe geweiht war, existierte um das Jahr 1344. Sie wurde wegen Baufälligkeit durch eine ebenfalls der Hl. Margarethe geweihte, demnach dritte Kirche ersetzt, die der damalige Würzburger Fürstbischof Julius Echter von Mespelbrunn errichten ließ, und die im Jahre 1598 geweiht wurde. Wohl einziges Überbleibsel dieses Renaissance-Baus ist ein Gedenkstein von 1598 mit dem Wappen und einer Mahnung des Fürstbischofs, der beim Bau der heutigen Kirche im Bereich des Haupteingangs im Turm angebracht wurde. Er trägt folgende lateinische Inschrift: Julius Praesul et Dux Franconiae a fundamentis hanc sacram construxit eadem et aram in honorem Sancta Margarethae in eadem posuit ut posteris dati beneficii accepti meminerint et religionem conservent AD [M?][D?]XCVIII, zu deutsch: Julius Fürst und Herzog von Franken hat dieses Heiligtum vom Fundament an gebaut und in demselben den Altar zu Ehren der heiligen Margarethe errichtet damit die Nachkommen der erhaltenen Wohltaten eingedenk seien und die Religion bewahren Im Jahre des Herrn 1598. Im letzten Halbsatz bezieht sich der als Gegenreformator bekannte Fürstbischof ganz offensichtlich auf die seinerzeit herrschenden Glaubenskonflikte zwischen Protestanten und Katholiken, und ermahnt die Kister Bürger dazu, der Katholischen Kirche treu zu bleiben. Die Baukosten der Echter-Kirche werden beschrieben mit „305 fl. (rh.) 4 x hat die Kirchen zu Kist von neuem zu bauen gecostet“. Dies entspricht nach heutigen Maßstäben einer Kaufkraft von etwa 405.708 Euro.
Von den beiden unmittelbaren Vorgängerbauten der heutigen Kirche wurden archäologische Befunde gemacht, sodass der Bereich um die Kirche als Bodendenkmal in die Bayerische Denkmalliste eingetragen ist (Bezeichnung: Archäologische Befunde im Bereich der mittelalterlichen und frühneuzeitlichen Vorgängerbauten der bestehenden spätneuzeitlichen Kath. Pfarrkirche St. Bartholomäus in Kist, Denkmalnummer: D-6-6225-0315).

### Bartholomäuskirche
Die Kister Pfarrkirche St. Bartholomäus wurde im 19. Jahrhundert unter dem Rimparer Baumeister Balthasar Schömig als Saalkirche im neoromanischen Stil errichtet. Die Grundsteinlegung erfolgte am 5. August 1871, endgültig vollendet wurde der Bau am 1. Oktober 1872. Die feierliche Einweihung des Gotteshauses durch den damaligen Würzburger Bischof Johann Valentin Ritter von Reißmann erfolgte bereits am Sonntag, den 14. Juli 1872. Abweichend vom überkommenen Ansatz, die Kirche von Westen (Turm) nach Osten (Chor) auszurichten, ist die Kister St.-Bartholomäus-Kirche von Nord nach Süd ausgerichtet.

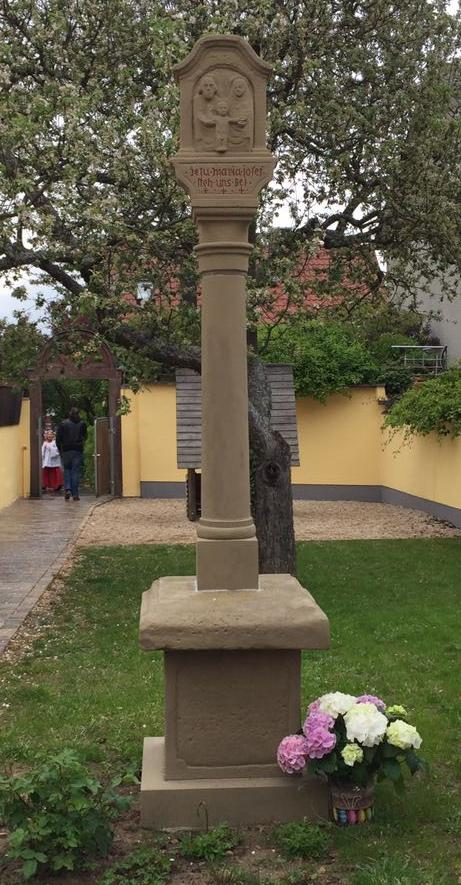
Eines der ursprünglichen Seitenportale (im Hintergrund)

Nachdem die Kirche in den 1950er Jahren drastisch entkernt und die ursprüngliche Ausstattung, inklusive des Hochaltars und der Seitenaltäre, nahezu vollständig entfernt worden war, wurde sie von 1980 bis 1982 unter Pfarrer Konrad Martin erneut einer grundlegenden Renovierung unterzogen, und der ursprüngliche Zustand durch Wiederaufstellen der noch vorhandenen, zuvor eingelagerten Ausstattung annähernd wiederhergestellt. Im Zuge dessen erfuhr die Kirche durch Anbau zweier kleinerer Seitenschiffe auch eine behutsame Vergrößerung, indem die unteren Teile der früheren östlichen und westlichen Außenmauern unter Verkürzung der Seitenfenster abgebrochen wurden und so im Innern die heutigen, der dorischen Säulenordnung angenäherten Seitenpfeiler entstanden, sodass sie heute dem Bautypus einer Basilika entspricht. Die alten Seiteneingänge mit den Sandstein-Portalen aus der Entstehungszeit verschwanden und wurden durch je einen Eingang an den nördlichen Stirnseiten der Seitenschiffe ersetzt. Eines der Portale wurde im südwestlichen Außenbereich der Kirche als Durchgang zur Katholischen Kindertagesstätte St. Bartholomäus aufgestellt. Ebenfalls neu errichtet wurde ein angrenzendes und mit der Kirche verbundenes Sakristeigebäude mit Beichtzimmer, Versammlungsraum, u. a. Die so neu gestaltete Pfarrkirche wurde zu ihrem 110-jährigen Jubiläum am 18. Juli 1982 durch den damaligen Bischof von Würzburg, Paul-Werner Scheele neu geweiht, dessen Wappen zur Erinnerung an die Renovierung in die Balkonbrüstung der Empore eingelassen ist.
In der jüngeren Vergangenheit erfuhr die Kirche erneut diverse Innen- und Außenrenovierungen, die jedoch nur leichte farbliche Änderungen und Anpassungen mit sich brachten. Die ursprüngliche Ausmalung aus der Entstehungszeit der Kirche dürfte noch unter den darüber liegenden Farbschichten erhalten sein. Auch der Außenbereich wurde im Zuge der Errichtung des gegenüberliegenden Dorfplatzes neu gestaltet, indem ein Teil der alten Begrenzungsmauer abgetragen und durch große, terrassenförmig angeordnete Sitzstufen ersetzt wurde. Der andere Teil der Mauer blieb erhalten, ebenso das schmiedeeiserne Gitter mit Tor am Hauptaufgang. Im östlichen Außenbereich der Kirche fand zudem ein Sandstein-Bildstock aus der Zeit von der Wende des 17. zum 18. Jahrhundert Platz. Trotz der Eintragung als Bodendenkmal und damit zu erwartender Funde von Resten der Vorgängerbauten und des ehedem ringsum bestehenden Friedhofs ist eine archäologische Begutachtung unterblieben.

## Ausstattung

### Hochaltar
Im Inneren der in dezentem Weiß und hellem Gelb gehaltenen Pfarrkirche ist insbesondere der hölzerne, im romanischen Stil gehaltene Hochaltar sehenswert, der im Zuge des Kirchenbaus von Frl. Margaretha Horn aus Würzburg (gestorben am 7. August 1871) gestiftet und auf Veranlassung ihres Stiefvaters Sg. Behringer von den Würzburger Kunstschreinern Adam und Stefan Barth gefertigt wurde (Nr. 18 des Werkverzeichnisses). Nach dem Ausbau des Hochaltars in den 1950er Jahren mussten im Rahmen der Wiederaufstellung zu Beginn der 1980er Jahre sein gesamter Aufbau, der größte Teil des vergoldeten Zierrats und verschiedene Einzelteile nach Originalen und alten Fotografien behutsam nachgeschaffen werden. In seiner Mitte zeigt der Hochaltar eine von Carl Behrens geschaffene Statue des Kirchenpatrons, des Hl. Bartholomäus, mit Messer und Buch in den Händen. Auch die beiden ihn flankierenden Statuen dürften wohl aus der Hand des Künstlers aus dem 19. Jahrhundert stammen. Sie zeigen die beiden Vorgänger im Kirchenpatronat: Links den Hl. Kilian mit Mitra, Buch, Schwert und Krummstab, und rechts die Hl. Margarethe mit Krone, Palmzweig und Kreuzstab auf einem Drachenkopf stehend. Über der Statue des Kirchenpatrons befindet sich eine Darstellung des Heiligen Geistes in Gestalt einer Taube inmitten eines neugeschaffenen goldenen Strahlenkranzes (hierzu auch im Abschnitt Langhaus). An dieser Stelle befand sich zuvor ein Ölgemälde mit einer Darstellung der Dreifaltigkeit (Gnadenstuhl), das verloren gegangen war, jedoch zwei Jahre nach dem Kirchenumbau von 1982 wieder aufgefunden und zurückgekauft werden konnte, dann aber einen eigenen Platz über dem Chorbogenkreuz bekam, da man die 1982 am ursprünglichen Platz des Ölgemäldes angebrachte Taubenfigur nun dort beließ (hierzu auch im Abschnitt Altarraum und Chor). In den beiden Nischen in den oberen Ecken des Hochaltars befinden sich zudem zwei stehende Engelsfiguren, die jeweils ein Spruchband halten, deren lateinische Inschriften zusammengesetzt die Anfangsworte des Gloria ergeben: Das linke Spruchband beginnt den Satz mit den Worten GLORIA IN ECCELSIS DEO (= Ehre sei Gott in der Höhe), das rechte beendet ihn mit ET IN TERRA PAX HOMI(NIBUS?) (= und Friede den Menschen auf Erden). Anstelle eines modernen Panzertabernakels wurde auch wieder der Original-Tabernakel in den Hochaltar eingesetzt. Hinter dem Hochaltar befinden sich auch zwei Trageleuchter, die ansonsten für die örtlichen Fronleichnams-Prozessionen verwendet werden. Vor dem Auge des gewöhnlichen Kirchenbesuchers verborgen sind zwei Heiligenbildnisse an der Rückseite des Hochaltars angebracht, die vor der Erneuerung der Kirche in den 1950er Jahren jeweils über den Seitenaltären befestigt waren.

### Seitenaltäre
Jene Seitenaltäre sind schlichtere Nachschöpfungen der ursprünglich vorhandenen Holzaltäre, von denen nicht mehr genug erhalten geblieben sei, um sie zu restaurieren. Der linke Seitenaltar ist der Gottesmutter geweiht und trägt eine Statue einer das Jesuskind auf dem linken Arm haltenden Mondsichelmadonna im Strahlenkranz mit Zepter und Krone, die auf einer Mondsichel und einem Schlangen- oder Drachenkopf steht. Nach Ansicht von Martin sei sie wohl würzburgisch und stamme aus der Barock-/Rokokozeit. In einem aus dem Jahr 1911 stammenden Exemplar aus der Buchreihe Die Kunstdenkmäler von Bayern findet sich auf Seite 84 neben der dortigen Beschreibung der Kister Kirche und deren Ausstattung eine handschriftlich eingetragene Bemerkung, wonach in der Kirche noch zwei Barockfiguren zu finden seien, von denen in dem Eintrag eine als Guter Hirte, die andere als Maria mit dem Kind bezeichnet ist. Mit letzterer könnte, die Einschätzung Martins bestätigend, die Mondsichelmadonna gemeint sein, die ursprünglich an der westlichen Wand des Langhauses stand, wie auf dem obigen Foto mit der Bildunterschrift Das Kircheninnere vor 1952 zu erkennen ist. An ihrer jetzigen Stelle im Seitenaltar stand ursprünglich eine Marienfigur der Unbefleckten Empfängnis (Maria Immaculata), die heute jedoch verschollen ist.
Der rechte Seitenaltar trägt als Pendant eine Statue des Hl. Josef, ebenfalls im Strahlenkranz mit dem Jesuskind, das einen Reichsapfel in Händen hält.
Ein altes Notizbüchlein, in dem die Ereignisse rund um den Kirchenbau festgehalten wurden, spricht davon, dass sich am Tag der Kirchenweihe 1872 verschiedene Märytrer-Reliquien in den Altären befunden haben sollen: „Im Hochaltar (in hon. Si. Bartholomaei) liegen Reliquien der hl. Martyrer: Chilian, Innocenz, Severin & Fortunatus; Im Marienaltar Reliquien der hl. Martyrer: Clemens, Benedictus, Donata & Bonifatius; Im Josephsaltar Reliquien der hl. Martyrer: Blasius, Colonatus, Justinus & Ursula“. Inwieweit diese Angaben aber mit der Realität übereinstimmen, müsste noch näher untersucht werden, da von der Existenz solcher Reliquien heute allgemein nichts bekannt ist.

### Altarraum und Chor
Unter dem Chorbogen hängt ein in einem von goldenen Strahlen ummantelter Rahmen gefasstes Ölgemälde, das Gott Vater mit ausgebreiteten Händen zeigt, über dem der Heilige Geist in Gestalt einer Taube schwebt. Darunter befindet sich ein vom Kister Bürger Johann Aquilin Seubert 1877 gestiftetes Chorbogen-Kruzifix, dessen ursprünglich aufgewölbte, auf alten Fotografien noch erkennbare Balken-Enden allerdings nicht mehr vorhanden sind. Das Ölgemälde und das Chorbogenkreuz hängen über dem zeitgenössischen Volksaltar, der ebenso wie der neue Ambo und der Sitz des Priesters aus Muschelkalk gefertigt ist und zusammen mit diesen die Altarinsel bildet.
Zwischen Volks- und Hochaltar schwebt im Chorraum eine Ewig-Licht-Ampel, ein Werk des österreichischen Barock, das von einer Kister Familie als Ersatz für die ursprünglich vorhandene und im Zweiten Weltkrieg verloren gegangene Ampel gestiftet wurde. Im Chor sind zudem drei Buntglasfenster aus der Entstehungszeit eingelassen, von denen das rechte Chorfenster das Bild vom Herzen Jesu und das linke das vom Herz Mariä darstellt.

### Langhaus
An den Seitenpfeilern im Langhaus der Kirche sind sechs weitere, auf dazugehörige Konsolen stehende Heiligenfiguren angebracht: Am ersten Pfeilerpaar befinden sich die Barockfiguren der Hl. Anna (links) mit der kindlichen Gottesmutter an der Hand, die ein Buch hält (Motiv Anna Maria lesen lehrend), und des Hl. Wendelin (rechts) als Hirte mit Hirtenschippchen und -ranzen sowie einem kleinen Lamm zu seinen Füßen. Am zweiten Pfeilerpaar ist links die Hl. Agnes auf brennenden Holzscheiten und mit einem Lamm auf dem Arm angebracht, ihr gegenüber der Hl. Aloisius mit einem Kruzifix in der linken Hand. Seine rechte Hand ist wie zum Halten eines Gegenstandes geöffnet, was darauf hindeutet, dass er ursprünglich ein weiteres, ihm zugeschriebenes Attribut getragen haben könnte, also etwa eine Lilie, einen Schädel oder einen Rosenkranz. Am dritten Pfeilerpaar befinden sich schließlich links die neugeschaffene (?) Figur der Hl. Lioba mit Äbtissinnenstab sowie Buch (wohl ein Evangeliar) und Glöckchen, und rechts eine Statue des Hl. Antonius im Ordenshabit mit dem Jesuskind auf dem linken Arm. Die Figur der Hl. Lioba dürfte wohl eine Reminiszenz an die ehedeme Zugehörigkeit von Kist zur Urpfarrei Tauberbischofsheim sein. Die Konsolen waren ursprünglich unbeschriftet, erst im Jahr 2019 wurden sie an der jeweils dafür (wohl auch ursprünglich) vorgesehenen Stelle durch einen Würzburger Restaurator mit dem Namen des/der jeweiligen Heiligen in barockem Schriftbild versehen. Im Zuge dessen wurde auch festgestellt, dass es sich bei dem Heiligen am ersten rechten Pfeiler nicht, wie noch von Martin angenommen, um den Hl. Joachim, sondern um den Hl. Wendelin handelt, dem die für ihn typischen Attribute beigegeben sind. Auf diese Figur könnte sich möglicherweise auch der oben erwähnte handschriftliche Eintrag zu einer Barockfigur Guter Hirte beziehen.
Eine ursprünglich auf der linken Seite des Kirchenschiffes befindliche hölzerne Kanzel wurde nach dem Umbau in den 1980er Jahren nicht mehr in der Kirche aufgestellt, was mit der veränderten, insoweit beengten Raumsituation begründet wird. Einziges Überbleibsel im Kirchenraum ist die oben erwähnte Taubengestalt des Heiligen Geistes, die am Schalldeckel der Kanzel angebracht war, und die ihren neuen Platz nun an derjenigen Stelle des Hochaltars fand, an der zuvor das besagte Gnadenstuhl-Ölgemälde eingelassen war. Die alte Kanzel ist auf dem Dachboden der Kirche eingelagert.
Die Kirchenbänke im Langhaus und den beiden Seitenschiffen sind Neuschöpfungen, enthalten aber noch die alten Bankdocken. Von den ursprünglich aus der Würzburger Augustinerkirche stammenden vier antiken Bänken für die Ministranten im Altarraum sind zumindest noch die alten Stuhlwangen mit dem original Akanthus-Schnitzwerk aus dem Jahr 1710 erhalten. Im Jahr 1911 waren von diesen drei Stück vorhanden, die Mader ebenfalls auf um 1710 entstanden datiert und als "sehr gut" bezeichnet.
Über dem aus der Entstehungszeit stammenden, ursprünglich offenen und nun geschlossenen Beichtstuhl an der rückwärtigen Seite des Langhauses befindet sich das Kleinod der Kirche: das um 1690 entstandene Ölgemälde Petrus in der Reue (auch: Reue Petri) aus der Schule des flämischen Hofmalers Oswald Onghers (einschränkend Mader: "Gute Schöpfung in der Richtung der Onghersschule") in den Maßen 0,90 m hoch und 1,20 m breit. In einer kleinen Nische unterhalb des Aufgangs zur Empore fand zudem eine aus Lindenholz nach dem gotischen Original geschnitzte und antik gefasste Pietà ihren Platz.

### Empore und Deckengemälde
Auf der Empore befindet sich die Kirchenorgel (Orgelbau Weiß, Zellingen), dessen Werk, in Teilen noch aus dem 19. Jahrhundert, im Wesentlichen erhalten geblieben ist. Hingegen musste ihre Aufstellweise und in diesem Zuge auch ihr Gehäuse geändert werden, das jedoch in seiner, wohl aus den 1910er oder 1920er Jahren stammenden historisierenden Formgebung dem Hochaltar als optisches Gegengewicht angenähert ist. Die Gestaltung der Empore selbst entspricht nicht mehr dem Original der Entstehungszeit: Sie wurde im Ganzen abgelassen und vergrößert, der Treppenaufgang verlegt, der Spieltisch von der Orgel getrennt und die hölzernen Ziersäulen entfernt. Aus der Entstehungszeit der Kirche stammt hingegen das restaurierte Deckengemälde eines unbekannten Künstlers, das Jesus als Heiland vor einem Regenbogen auf einer lediglich einheitlich grau gemalten Weltkugel sitzend zeigt.

### Kreuzweg und Taufkapelle

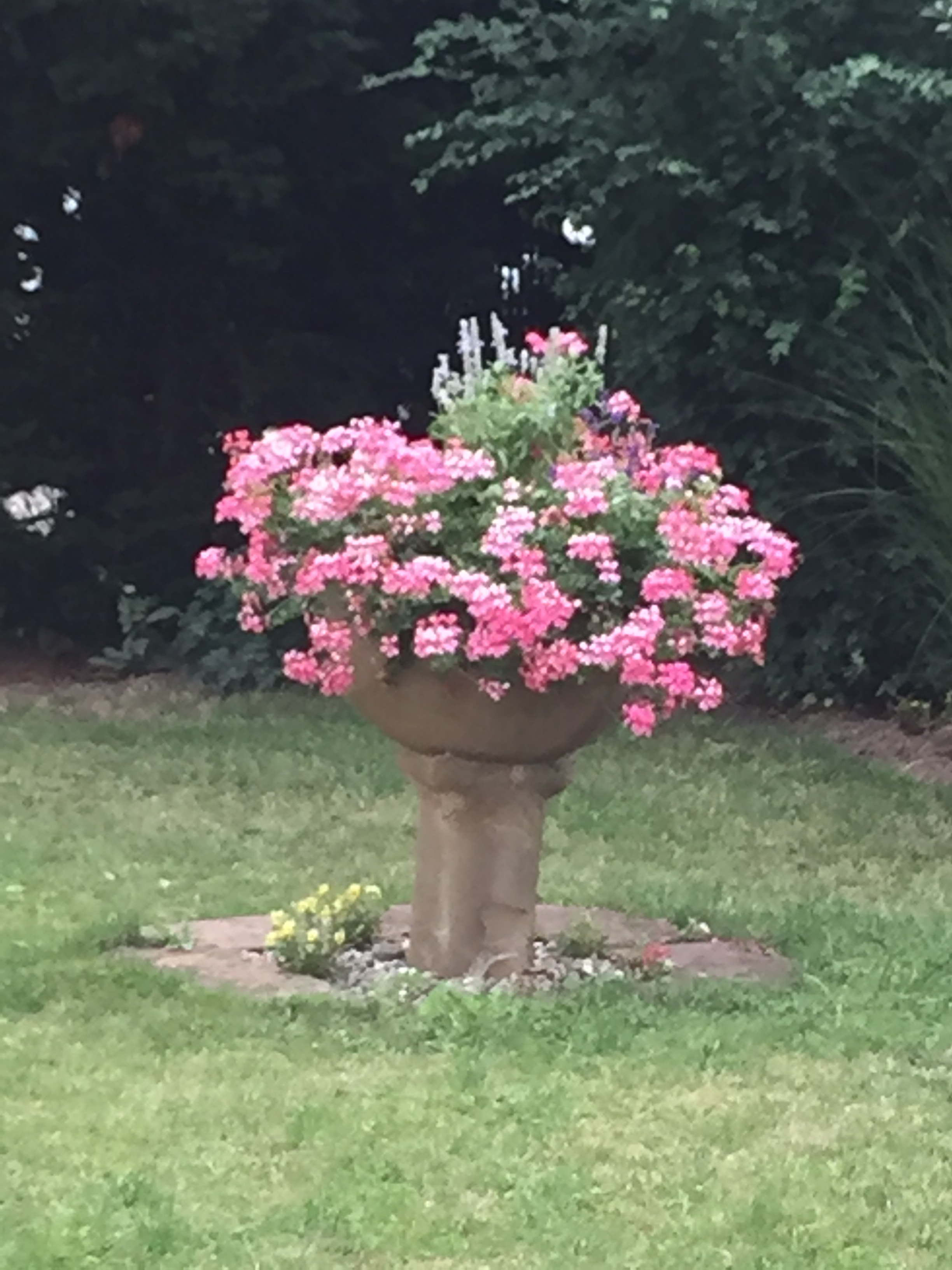
Altes Taufbecken, Sandstein, 17. Jahrhundert

Des Weiteren befindet sich in der Kirche ein Kreuzweg bestehend aus 14 Gemälden aus der zweiten Hälfte des 19. Jahrhunderts, der im westlichen Seitenschiff vorne beginnt und im östlichen Seitenschiff vorne nahe dem zeitgenössischen Muschelkalk-Taufbecken endet. Dieses ersetzt ein aus dem 17. Jahrhundert stammendes steinernes, halbrundes Taufbecken mit zylindrischem Ständer, das sich aber heute nicht mehr in der Kirche, sondern im anderweitigen Besitz der Kirchenstiftung Kist befindet. In die Stirnseitenwand der Taufkapelle ist ein Sandstein-Vierpass eingelassen, der vor dem Umbau in den 1980er Jahren möglicherweise über einem der alten Seiteneingänge (wohl dem östlichen) angebracht war. Aufgrund seiner Formgebung könnte er allerdings auch aus dem Vorgängerbau aus der Echter-Zeit stammen und beim Bau der jetzigen Kirche wiederverwendet worden sein. In jenes Fensterkreuz aus rotem Sandstein ist ein Buntglasfenster aus dem 19. Jahrhundert eingesetzt, das in Anlehnung an die Heilige Dreifaltigkeit ein Dreieck zeigt, in dessen Mitte das Auge Gottes abgebildet ist.

### Gedenkkapelle
Zwischen dem Haupteingangstor im Turm und dem durch eine Glastür getrennten Hauptschiff wurde eine Kapelle zum Gedenken an die Kriegstoten eingerichtet. An der östlichen Seite befindet sich an der Stelle des ursprünglichen, nun zugemauerten Aufgangs zur Empore, eine Gedenkstätte mit den Namen der Gefallenen des Ersten Weltkriegs in Gestalt eines in barocken Formen geschnitzten und vergoldeten Epitaphs, bekrönt von drei Plastiken des Hl. Kilian, des Hl. Kolonat und des Hl. Totnan, vermutlich aus dem 18. Jahrhundert. Hierbei dürfte es sich um jene Figuren handeln, die Expositus Johann Siedler im Jahr 1918 zusammen mit einer Tragemuttergottes und einem Guten Hirten auf dem Kirchenboden (Dachboden) gefunden hat. Das Epitaph wird flankiert von zwei dazu passenden Schnitztafeln mit den Namen der im Zweiten Weltkrieg gefallenen und vermissten Kister Soldaten. Darunter befindet sich zudem ein gegossenes Wappenschild für die aus dem Ort stammenden Gefallenen des Deutschen Kriegs und des Deutsch-Französischen Kriegs. Auf der gegenüberliegenden Seite befindet sich ein in die Wand eingelassener Stifterstein des Fürstbischofs Julius Echter von Mespelbrunn aus dem Vorgängerbau von 1598 (siehe Abschnitt Vorgängerbauten). Die moderne Kunstverglasung von Lukas Gastl und der Glaswerkstätte Rothkegel aus Würzburg über der Haupteingangstür im Supraportenfeld thematisiert die ewige Herrlichkeit Gottes, die in das Dunkel des Todes hineinstrahlt.

### Geläut
Das Geläut der Pfarrkirche besteht heute aus vier Glocken. Drei von ihnen wurden im Sommer 1951 gegossen und am 30. September von Domkapitular Johannes Kötzner geweiht, die vierte und größte Glocke kam im Jahr 2000 hinzu, die am 15. Oktober von Weihbischof Helmut Bauer geweiht wurde:
- Kleine Glocke (1951): Ton „cis“, 72 cm Durchmesser, 250 kg, Inschrift: ST. JOSEPH, TREUER ARBEITSMANN, NIMM DICH DER SORGEN ALLER AN. BEI JESUS, DEINEM PFLEGESOHN, UM ARBEIT BITT' UND RECHTEN LOHN., Gießerei: Friedrich Otto, Bremen-Hemelingen.
- Mittlere Glocke (1951): Ton „h“, 81 cm Durchmesser, 350 kg, Inschrift: AVEGLOCKE WERD' ICH GENANNT, DREIMAL AM TAGE RUF' ICH HELL INS LAND: BETET ZUR LIEBLICHEN MUTTER DER GNADE, DASS SIE EUCH FÜHRE DIE HIMMLISCHEN PFADE., Gießerei: Friedrich Otto, Bremen-Hemelingen.
- Große Glocke (1951): Ton „gis“, 98 cm Durchmesser, 600 kg, Inschrift: CHRISTUS, KÖNIG, GOTT UND HERR DIR SEI GLORIE, PREIS UND EHR., Gießerei: Friedrich Otto, Bremen-Hemelingen.
- Dreifaltigkeits-Glocke (2000): Ton „f“, 115 cm Durchmesser, 800 kg, Inschrift: DER HEILIGSTEN DREIFALTIGKEIT SEI LOB UND EHR ZU JEDER ZEIT. IM 2000. JUBELJAHR WIR BRINGEN DANK DEM HÖCHSTEN DAR., Gießerei: Albert Bachert, Heilbronn.

Alle vier Glocken bilden zusammen das Ostermotiv (Victimae paschali laudes). Mögliche Teilgeläute mit drei Glocken sind das Gloria-Motiv (Dreifaltigkeits-, mittlere und kleine Glocke), das seit 1951 mögliche Te-Deum-Motiv (große, mittlere und kleine Glocke), das Quart-Sekund-Quint-Geläute (Dreifaltigkeits-, mittlere und kleine Glocke) und das Sekund-Quart-Quint-Geläute (Dreifaltigkeits-, große und mittlere Glocke).
Vorgänger-Glocken:
- vor 1873: Es-Glocke, noch aus der Echter-Kirche (angeblich Geschenk des bayerischen Königs Maximilian I. Joseph; in diesem Falle müsste die Glocke aus der Zeit vor 1826 gestammt haben), 90 cm Durchmesser, 410 kg, wahrscheinlich als zu jenem Zeitpunkt größte Glocke 1940 zu Kriegszwecken eingezogen.
- 1873: As-Glocke, 1917 zu Kriegszwecken eingezogen, 1922 ersetzt.
- 1873: C-Glocke, 1917 zu Kriegszwecken eingezogen, 1922 ersetzt.
- 1922: B-Glocke (Muttergottesglocke), 8 Zentner bzw. 415 kg, Gießerei: aus Würzburg-Heidingsfeld (möglicherweise Gießerei Klaus), 1951 ersetzt.
- 1922: C-Glocke, 4,5 Zentner bzw. 227 kg, Gießerei: aus Apolda, 1951 ersetzt.

Zwischen 1873 und 1917 bestand das Vollgeläut aus einem Quart-Sext-Akkord mit großer Sexte (dieses Motiv ist auch Bestandteil des Westminster-Geläutes). Die Glocken aus dem 19. Jahrhundert waren der Heiligen Dreifaltigkeit, der unbefleckten Jungfrau Maria und dem Hl. Bartholomäus geweiht; eine genaue Zuordnung der jeweiligen Widmung ist aufgrund der dünnen Quellenlage jedoch nicht möglich.